# Snowboard nos Jogos Olímpicos de Inverno de 2022 - Big air feminino
O big air feminino do snowboard nos Jogos Olímpicos de Inverno de 2022 ocorreu nos dias 14 e 15 de fevereiro no Big Air Shougang, em Pequim.

## Medalhistas
| Ouro   | AUT Anna Gasser          |
| Prata  | NZL Zoi Sadowski-Synnott |
| Bronze | JPN Kokomo Murase        |

## Resultados
As 12 melhores atletas avançam para a final.

### Qualificação
| Pos. | Bib | Ordem | Atleta               | País                | Descida 1 | Descida 2 | Descida 3 | Melhor | Notas |
| ---- | --- | ----- | -------------------- | ------------------- | --------- | --------- | --------- | ------ | ----- |
| 1    | 2   | 4     | Zoi Sadowski-Synnott | NZL Nova Zelândia   | 85.50     | 62.25     | 91.00     | 176.50 | Q     |
| 2    | 6   | 17    | Kokomo Murase        | JPN Japão           | 85.00     | 72.75     | 86.00     | 171.00 | Q     |
| 3    | 3   | 2     | Reira Iwabuchi       | JPN Japão           | 83.00     | 75.50     | 11.75     | 158.50 | Q     |
| 4    | 9   | 14    | Laurie Blouin        | CAN Canadá          | 68.00     | 67.25     | 88.25     | 156.25 | Q     |
| 5    | 1   | 1     | Miyabi Onitsuka      | JPN Japão           | 80.75     | 72.25     | 73.50     | 154.25 | Q     |
| 6    | 7   | 24    | Anna Gasser          | AUT Áustria         | 73.25     | 62.25     | 80.25     | 153.50 | Q     |
| 7    | 8   | 15    | Tess Coady           | AUS Austrália       | 74.00     | 54.75     | 62.25     | 136.25 | Q     |
| 8    | 11  | 25    | Annika Morgan        | GER Alemanha        | 12.00     | 64.25     | 68.00     | 132.25 | Q     |
| 9    | 30  | 13    | Rong Ge              | CHN China           | 10.75     | 64.00     | 65.75     | 129.75 | Q     |
| 10   | 17  | 18    | Jasmine Baird        | CAN Canadá          | 69.00     | 60.50     | 69.00     | 129.50 | Q     |
| 11   | 13  | 8     | Melissa Peperkamp    | NED Países Baixos   | 60.00     | 68.25     | 58.00     | 128.25 | Q     |
| 12   | 15  | 19    | Hailey Langland      | USA Estados Unidos  | 62.00     | 65.50     | 21.25     | 127.50 | Q     |
| 13   | 23  | 9     | Bianca Gisler        | SUI Suíça           | 50.00     | 63.50     | 63.75     | 127.25 |       |
| 14   | 20  | 11    | Šárka Pančochová     | CZE República Checa | 20.75     | 62.75     | 60.25     | 123.00 |       |
| 15   | 4   | 5     | Jamie Anderson       | USA Estados Unidos  | 30.00     | 29.50     | 89.75     | 119.75 |       |
| 16   | 22  | 10    | Klaudia Medlová      | SVK Eslováquia      | 62.25     | 51.00     | 29.75     | 113.25 |       |
| 17   | 31  | 12    | Kamilla Kozuback     | HUN Hungria         | 51.50     | 5.50      | 59.00     | 110.50 |       |
| 18   | 26  | 20    | Urška Pribošič       | SLO Eslovênia       | 43.00     | 25.75     | 63.75     | 106.75 |       |
| 19   | 19  | 28    | Courtney Rummel      | USA Estados Unidos  | 44.75     | 56.25     | 38.75     | 101.00 |       |
| 20   | 28  | 6     | Carola Niemelä       | FIN Finlândia       | 12.75     | 58.50     | 42.25     | 100.75 |       |
| 21   | 10  | 22    | Brooke Voigt         | CAN Canadá          | 65.00     | 31.00     | 17.50     | 96.00  |       |
| 22   | 5   | 3     | Enni Rukajärvi       | FIN Finlândia       | 25.75     | 17.25     | 63.50     | 89.25  |       |
| 23   | 21  | 16    | Ariane Burri         | SUI Suíça           | 57.75     | 18.75     | 27.25     | 85.00  |       |
| 24   | 16  | 30    | Evy Poppe            | BEL Bélgica         | 44.00     | 60.75     | 21.00     | 81.75  |       |
| 25   | 14  | 27    | Katie Ormerod        | GBR Grã-Bretanha    | 14.75     | 60.25     | 9.50      | 69.75  |       |
| 26   | 24  | 7     | Ekaterina Kosova     | ROC                 | 17.00     | 46.00     | 10.50     | 63.00  |       |
| 27   | 25  | 29    | Hanne Eilertsen      | NOR Noruega         | 39.75     | 17.50     | 12.75     | 57.25  |       |
| 28   | 29  | 26    | Lea Jugovac          | CRO Croácia         | 9.25      | 15.00     | 10.00     | 24.25  |       |
| 29   | 27  | 21    | Lucile Lefevre       | FRA França          | 19.00     | 15.00     | 20.00     | 20.00  |       |
| 30   | 12  | 23    | Julia Marino         | USA Estados Unidos  | DNS       | DNS       | DNS       | DNS    |       |

### Final
| Pos. | Bib | Ordem | Atleta               | País               | Descida 1 | Descida 2 | Descida 3 | Melhor |
| ---- | --- | ----- | -------------------- | ------------------ | --------- | --------- | --------- | ------ |
| 01 ! | 7   | 7     | Anna Gasser          | AUT Áustria        | 90.00     | 86.75     | 95.50     | 185.50 |
| 02 ! | 2   | 12    | Zoi Sadowski-Synnott | NZL Nova Zelândia  | 93.25     | 83.75     | 30.25     | 177.00 |
| 03 ! | 6   | 11    | Kokomo Murase        | JPN Japão          | 80.00     | 91.50     | 12.00     | 171.50 |
| 4    | 3   | 10    | Reira Iwabuchi       | JPN Japão          | 83.75     | 82.25     | 37.00     | 166.00 |
| 5    | 30  | 4     | Rong Ge              | CHN China          | 29.00     | 85.75     | 74.25     | 160.00 |
| 6    | 13  | 2     | Melissa Peperkamp    | NED Países Baixos  | 64.25     | 72.00     | 69.75     | 141.75 |
| 7    | 17  | 3     | Jasmine Baird        | CAN Canadá         | 68.75     | 48.75     | 61.25     | 130.00 |
| 8    | 9   | 9     | Laurie Blouin        | CAN Canadá         | 13.50     | 86.25     | 28.75     | 115.00 |
| 9    | 8   | 6     | Tess Coady           | AUS Austrália      | 85.00     | 29.75     | 8.50      | 114.75 |
| 10   | 11  | 5     | Annika Morgan        | GER Alemanha       | 15.50     | 73.50     | 14.50     | 88.00  |
| 11   | 1   | 8     | Miyabi Onitsuka      | JPN Japão          | 9.50      | 54.50     | 10.75     | 65.25  |
| 12   | 15  | 1     | Hailey Langland      | USA Estados Unidos | 25.25     | 31.00     | 22.25     | 56.25  |

Legenda
| Recorde mundial      | Recorde mundial (World record)               |                       | Recorde africano                      | Recorde africano (African) |                                           | Q | Classificado por posição (Qualified) |
| Recorde olímpico     | Recorde olímpico (Olympic record)            | Recorde da América    | Recorde da América (Americas)         | q                          | Classificado por melhor tempo (Qualified) |   |                                      |
| Melhor marca do ano  | Melhor marca do ano (World leading)          | Recorde asiático      | Recorde asiático (Asian)              | DNS                        | Não largou (Did not start)                |   |                                      |
| Recorde nacional     | Recorde nacional (National record)           | Recorde europeu       | Recorde europeu (European)            | DNF                        | Não terminou (Did not finish)             |   |                                      |
| Recorde pessoal      | Recorde pessoal do atleta (Personal best)    | Recorde da Oceania    | Recorde da Oceania (Oceania)          | DSQ / DQ                   | Desclassificado (Disqualified)            |   |                                      |
| Recorde da temporada | Recorde da temporada do atleta (Season best) | Recorde sul-americano | Recorde sul-americano (South America) | NM                         | Sem marca (No mark)                       |   |                                      |